# Tour de California 2011
La 6.ª edición del Tour de California (nombre oficial Amgen Tour of California) se disputó desde el 16 al 22 de mayo de 2011. Aunque estaba previsto que comenzara el 15, debido a condiciones meteorológicas adversas, ya que hubo temperaturas bajo cero y nevadas se anuló la 1.ª etapa y la 2.ª fue recortada en su recorrido por lo cual en sí la carrera comenzó un día después.
Perteneciendo al UCI America Tour, dentro de la categoría 2.HC (máxima categoría), contó con 8 etapas comenzando en South Lake Tahoe. Tras la suspensión de esa 1.ª etapa fueron 7 las etapas que se disputaron, y luego de 946,3 km finalizó en Thousand Oaks.
De la 8 etapas programadas inicialmente, la 6.ª fue una contrarreloj de 24 km que se disputó en Solvang. Dos llegadas en alto tuvo esta edición, la cuarta etapa culminó con un ascenso de 1.ª categoría y la séptima etapa lo hizo con uno de categoría especial.
El campeón de la edición anterior Michael Rogers, no pudo defender el título al no poder participar por encontrarse afectado por una fiebre glandular.
El vencedor de la clasificación individual fue el estadounidense Chris Horner del equipo RadioShack que tomó el liderato al ganar la 4.ª etapa y lo mantuvo hasta el final.
En las otras clasificaciones, Peter Sagan repitió el triunfo de año anterior en la clasificación por puntos, al igual que el Garmin-Cervélo en la clasificación por equipos. La clasificación sub-23 y la montaña también fueron para estadounidenses, Tejay van Garderen y Patrick McCarty respectivamente.

## Equipos participantes
Participaron 18 equipos entre los que estuvieron 9 de categoría UCI ProTeam, 4 de categoría Profesionales Continentales y 5 equipos de categoría Continental formando así un pelotón de 144 ciclistas de los que 126 culminaron la competición.
A pesar de que se invitó y se anunció que el equipo Movistar Team Continental debutaría en esa prueba, el equipo recién en esa fecha se encontraba en su primera concentración y no participó.
| Equipo                               | Cód. UCI | Categoría               |
| ------------------------------------ | -------- | ----------------------- |
| Team RadioShack                      | RSH      | UCI ProTeam             |
| Team Garmin-Cervélo                  | GRM      | UCI ProTeam             |
| HTC-Highroad                         | THR      | UCI ProTeam             |
| Sky Procycling                       | SKY      | UCI ProTeam             |
| BMC Racing Team                      | BMC      | UCI ProTeam             |
| Leopard-Trek                         | LEO      | UCI ProTeam             |
| Liquigas-Cannondale                  | LIQ      | UCI ProTeam             |
| Saxo Bank Sungard                    | SBS      | UCI ProTeam             |
| Rabobank Cycling Team                | RAB      | UCI ProTeam             |
| UnitedHealthcare Pro Cycling Team    | UHC      | Profesional Continental |
| Team Type 1-Sanofi Aventis           | TT1      | Profesional Continental |
| Team NetApp                          | APP      | Profesional Continental |
| Team SpiderTech powered by C10       | CSM      | Profesional Continental |
| Bissell Pro Cycling Team             | BPC      | Continental             |
| Jamis-Sutter Home                    | JSH      | Continental             |
| Jelly Belly Cycling Team             | JBC      | Continental             |
| Kelly Benefit Strategies-OptumHealth | KBS      | Continental             |
| Kenda-5/Hour Energy                  | KPC      | Continental             |

## Etapas
| Etapa | Fecha      | Recorrido                         | Km       | Ganador         | Líder          |
| 1.ª   | 15 de mayo | South Lake Tahoe-North Lake Tahoe | 191      | Etapa anulada   | Etapa anulada  |
| 2.ª   | 16 de mayo | Nevada City-Sacramento            | 122,8    | Ben Swift       | Ben Swift      |
| 3.ª   | 17 de mayo | Auburn-Modesto                    | 196,2    | Greg Henderson  | Greg Henderson |
| 4.ª   | 18 de mayo | Livermore-San José                | 131,6    | Chris Horner    | Chris Horner   |
| 5.ª   | 19 de mayo | Seaside-Paso Robles               | 217,4    | Peter Sagan     | Chris Horner   |
| 6.ª   | 20 de mayo | Solvang-Solvang                   | 24 (CRI) | David Zabriskie | Chris Horner   |
| 7.ª   | 21 de mayo | Claremont-Monte Baldy             | 121,9    | Levi Leipheimer | Chris Horner   |
| 8.ª   | 22 de mayo | Santa Clarita-Thousand Oaks       | 132,4    | Matthew Goss    | Chris Horner   |

- Nota: La 1ª etapa fue anulada debido a las adversas condiciones climatológicas, con nieve y temperaturas bajo cero.

## Clasificaciones finales

### Clasificación individual
| Posición | Ciclista              | Equipo           | Tiempo      |
| -------- | --------------------- | ---------------- | ----------- |
|          | Chris Horner          | RadioShack       | 23h 46' 41" |
| 2.       | Levi Leipheimer       | RadioShack       | + 38"       |
| 3.       | Tom Danielson         | Garmin-Cervélo   | + 2' 45"    |
| 4.       | Christian Vande Velde | Garmin-Cervélo   | + 3' 18"    |
| 5.       | Tejay van Garderen    | HTC-Highroad     | + 3' 23"    |
| 6.       | Laurens Ten Dam       | Rabobank         | + 3' 26"    |
| 7.       | Rory Sutherland       | UnitedHealthcare | + 4' 12"    |
| 8.       | Andy Schleck          | Leopard Trek     | + 4' 33"    |
| 9.       | Steve Morabito        | BMC Racing       | + 4' 50"    |
| 10.      | Ryder Hesjedal        | Garmin-Cervélo   | + 6' 16"    |

### Clasificación por puntos
| Posición | Ciclista       | Equipo              | Puntos |
| -------- | -------------- | ------------------- | ------ |
|          | Peter Sagan    | Liquigas-Cannondale | 46     |
| 2.       | Greg Henderson | Sky                 | 25     |
| 3.       | Ben Swift      | Sky                 | 25     |

### Clasificación montaña
| Posición | Ciclista        | Equipo                    | Puntos |
| -------- | --------------- | ------------------------- | ------ |
|          | Patrick McCarty | SpiderTech powered by C10 | 39     |
| 2.       | Levi Leipheimer | RadioShack                | 24     |
| 3.       | Chris Horner    | RadioShack                | 20     |

### Clasificación sub-23
| Posición | Ciclista           | Equipo            | Tiempo      |
| -------- | ------------------ | ----------------- | ----------- |
|          | Tejay van Garderen | HTC-Highroad      | 23h 50' 04" |
| 2.       | Andrew Talansky    | Garmin-Cervélo    | + 5' 58"    |
| 3.       | Rafał Majka        | Saxo Bank Sungard | + 14' 20"   |

### Clasificación por equipos
| Posición | Equipo           | Tiempo      |
| -------- | ---------------- | ----------- |
|          | Garmin-Cervélo   | 71h 29' 37" |
| 2.       | RadioShack       | + 1' 41"    |
| 3.       | BMC Racing       | + 13' 03"   |
| 4.       | Rabobank         | + 13' 34"   |
| 5.       | UnitedHealthcare | + 14' 27"   |

## Evolución de las clasificaciones
| Etapa               | Ganador             | Clasificación general | Clasificación por puntos | Clasificación de la montaña | Clasificación de los sub-23 | Clasificación por equipos | Premio de la combatividad |
| ------------------- | ------------------- | --------------------- | ------------------------ | --------------------------- | --------------------------- | ------------------------- | ------------------------- |
| 1.ª                 | Etapa anulada       | No disputada          | No disputada             | No disputada                | No disputada                | No disputada              | No disputada              |
| 2.ª                 | Ben Swift           | Ben Swift             | Ben Swift                | No se entregó               | Peter Sagan                 | Sky                       | Jamey Driscoll            |
| 3.ª                 | Gregory Henderson   | Gregory Henderson     | Peter Sagan              | No se entregó               | Peter Sagan                 | Sky                       | Jan Bárta                 |
| 4.ª                 | Chris Horner        | Chris Horner          | Peter Sagan              | Patrick McCarty             | Andrew Talansky             | Garmin-Cervélo            | Ryder Hesjedal            |
| 5.ª                 | Peter Sagan         | Chris Horner          | Peter Sagan              | Patrick McCarty             | Tejay van Garderen          | Garmin-Cervélo            | Óscar Freire              |
| 6.ª                 | David Zabriskie     | Chris Horner          | Peter Sagan              | Patrick McCarty             | Tejay van Garderen          | Garmin-Cervélo            | Tejay van Garderen        |
| 7.ª                 | Levi Leipheimer     | Chris Horner          | Peter Sagan              | Patrick McCarty             | Tejay van Garderen          | Garmin-Cervélo            | Alexander Efimkin         |
| 8.ª                 | Matthew Goss        | Chris Horner          | Peter Sagan              | Patrick McCarty             | Tejay van Garderen          | Garmin-Cervélo            | Jan Bárta                 |
| Clasificación final | Clasificación final | Chris Horner          | Peter Sagan              | Patrick McCarty             | Tejay van Garderen          | Garmin-Cervélo            | No se entregó             |